# IAB-Betriebspanel
Das IAB-Betriebspanel ist eine repräsentative jährliche Befragung von Betrieben, durchgeführt im Auftrag und unter der Leitung des Instituts für Arbeitsmarkt- und Berufsforschung (IAB) der Bundesagentur für Arbeit in Nürnberg.
Befragt werden in mündlichen Interviews in der Regel einschließlich der Geschäftsleitungen jährlich etwa 16.000 Betriebe aller Wirtschaftszweige und Größenklassen ab einem sozialversicherungspflichtig Beschäftigten in Westdeutschland (seit 1993) und Ostdeutschland (seit 1996). Ausgewählt werden die Betriebe (nicht Unternehmen) mit einer nach Größenklassen und Wirtschaftszweigen geschichteten Stichprobe. Der Fragenkomplex umfasst ausgewählte betriebswirtschaftliche Kennziffern und beschäftigungspolitische Themen wie etwa Beschäftigungsentwicklung, Umsatz, Investitionen, Personalpolitik, Entlohnung, Arbeitszeiten, Aus- und Weiterbildung, Tarifbindung und Arbeitnehmervertretung.
2014 wurde in Westdeutschland die 22. und in Ostdeutschland die 19. Befragungswelle durchgeführt. Mittlerweile besteht ein umfangreicher Datensatz, welcher seit 1999 auch externen Forschern für Längsschnittanalysen zur Nachfrageseite des Arbeitsmarktes zur Verfügung steht.